# Battaglia di Ligny
La battaglia di Ligny (16 giugno 1815) ebbe luogo nel corso della guerra della settima coalizione contro Napoleone Bonaparte (campagna di Waterloo) e fu il prologo alla successiva battaglia di Waterloo, che venne combattuta due giorni dopo.
A Ligny Napoleone colse la sua ultima vittoria e inflisse una pesante sconfitta all'armata prussiana del feldmaresciallo Gebhard Leberecht von Blücher, ma il successo dell'Imperatore non fu decisivo a causa soprattutto di alcuni errori dei suoi luogotenenti; i prussiani riuscirono, pur con gravi perdite, a sganciarsi e contribuirono alla vittoria dei coalizzati a Waterloo il 18 giugno 1815.

## Lo svolgimento della Battaglia
(Il generale August von Gneisenau nel suo rapporto ufficiale al termine della battaglia)
(Affermazione del generale François Roguet, vicecomandante dei granatieri a piedi della Vecchia Guardia, prima dell'attacco finale a Ligny)
L'armata di Napoleone stava muovendo verso Bruxelles con l'intenzione di attaccare prima l'esercito anglo-alleato del duca di Wellington e successivamente i prussiani di Gebhard Leberecht von Blücher. Le truppe di quest'ultimo si pararono invece di fronte all'Imperatore francese lungo il fiume Ligne.
Il feldmaresciallo prussiano infatti, ben lontano da ripiegare senza combattere verso Liegi e Namur come credeva l'imperatore, alle ore 16.00 del 15 giugno era giunto a Sombreffe e aveva deciso di schierare il giorno seguente tutta la sua armata su posizioni difensive dietro il ruscello Ligne, già identificate alcuni mesi prima dal suo stato maggiore e ritenute idonee a bloccare un'eventuale offensiva francese da Charleroi. Blücher era deciso alla battaglia, appariva molto fiducioso e credeva di poter raggiungere una grande vittoria; egli tuttavia ebbe grandi difficoltà a concentrare tutte le sue forze come previsto entro il 16 giugno 1815.
Inizialmente c'erano i trentaduemila uomini del I corpo d'armata del generale prussiano Ziethen, fronteggiati dal III corpo d'armata del francese Vandamme nei pressi del villaggio di St. Amand, quindi il II e i il III corpo d'armata prussiani dei generali prussiani Pirch e Thielmann, per un totale di circa 85000 effettivi (di cui almeno 8000 appartenenti alla cavalleria) e 220 cannoni.
Questa imponente armata si schierò lungo il fiume Ligne per una lunghezza di oltre dieci chilometri che incorporava una dozzina di villaggi nei quali si trincerarono le forze prussiane. Blücher fece schierare le truppe sul versante delle colline che sovrastavano la zona paludosa del Ligne, confidando nell'imminente arrivo dei rinforzi del generale von Bülow e di quelli dello stesso Wellington. In realtà il generale prussiano si faceva delle illusioni sul possibile aiuto che avrebbe potuto ricevere dai suoi alleati.

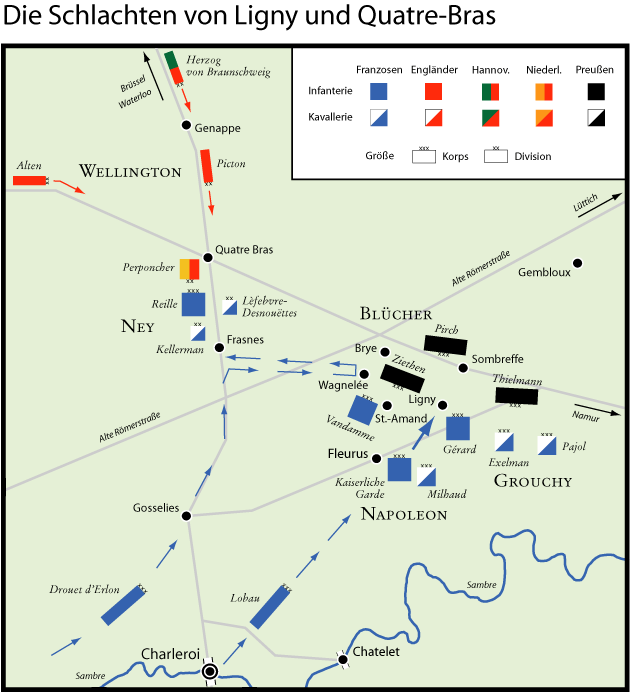
Carta strategica delle operazioni a Ligny e Quatre-Bras.

Alle ore 12.00 il comandante in capo britannico era giunto al mulino di Brye insieme al generale von Müffling ed altri ufficiali del suo stato maggiore per conferire personalmente con Blücher; l'incontrò si prolungò circa un'ora senza grandi risultati. Le fonti non permettono di chiarire tutti gli aspetti di questi colloqui: secondo gli autori britannici, Wellington avrebbe espresso i suoi forti dubbi sulla posizione scelta dai prussiani e avrebbe consigliato di evitare una battaglia campale; sembra che egli fosse sicuro di una loro sconfitta. Le fonti tedesche e francesi danno un giudizio molto più negativo sull'operato del generale britannico; Wellington, sempre timoroso per il suo fianco destro a Mons, avrebbe rifiutato di marciare lungo la strada di Namur per raggiungere i prussiani e schierarsi in riserva come aveva proposto von Gneisenau e non avrebbe neppure aderito al piano di Müffling che consigliava una concentrazione a Frasnes per attaccare il fianco sinistro francese. Il Duca alla fine avrebbe manifestato enfaticamente la sua decisione di attaccare le truppe "che si trovano davanti a me" e marciare su Gollelies; in realtà egli alla fine, prima di ritornare a Quatre-Bras, non diede alcuna assicurazione formale di intervenire in aiuto dei prussiani e concluse in modo reticente che "vedrò che posso fare, se non sarò attaccato a mia volta...".
Vista la posizione sfavorevole scelta dal suo avversario (il versante delle colline era troppo esposto al tiro della micidiale artiglieria francese), Napoleone decise, contrariamente a quanto aveva precedentemente pensato di fare, di attaccare i prussiani. Di fronte a questi Napoleone schierò poco meno di 70000 uomini e 210 pezzi d'artiglieria. All'ala destra dello schieramento francese stava la cavalleria dei generali Pajol ed Exelmann dell'armata del Maresciallo dell'Impero Grouchy, il centro e l'ala sinistra erano costituiti dalle truppe del III corpo del generale Vandamme e del IV corpo del generale Gérard che dovevano sostenere l'attacco iniziale. La Guardia imperiale ai diretti comandi di Napoleone sarebbe intervenuta per il colpo finale.
La battaglia iniziò alle ore 15 del 16 giugno dopo che Napoleone ebbe accuratamente controllato lo schieramento nemico che egli ritenne troppo esteso e vulnerabile sul fianco destro; l'imperatore era molto ottimista, la battaglia sarebbe stata accanita ma c'era la concreta possibilità di annientare in un colpo solo l'intero esercito prussiano e vincere subito la campagna.
L'attacco francese ebbe inizio alle ore 15.00 con il segnale dei cannoni della Guardia, sull'ala sinistra dove il generale Vandamme sferrò l'assalto con la divisione Lefol contro il villaggio di Saint-Armand; i soldati francesi del 15° leggero e del 23°, 37° e 64° di linea andarono all'assalto con grande slancio, al suono dei tamburi e cantando la marcia rivoluzionaria Le chant du départ. In un primo momento l'attacco ebbe successo e dopo un'avanzata della fanteria nei campi allo scoperto, i francesi occuparono in trenta minuti il borgo costringendo alla ritirata la brigata Jagow; i prussiani tuttavia passarono prontamente al contrattacco con l'aiuto di una parte della brigata Steinmetz. Per sostenere Lefol, anche Vandamme inviò le sue riserve e la divisione Barthezene si schierò sulla sinistra, mentre la divisione Girard attaccava con l'11º reggimento leggero i villaggi di Hameau e La Haye.

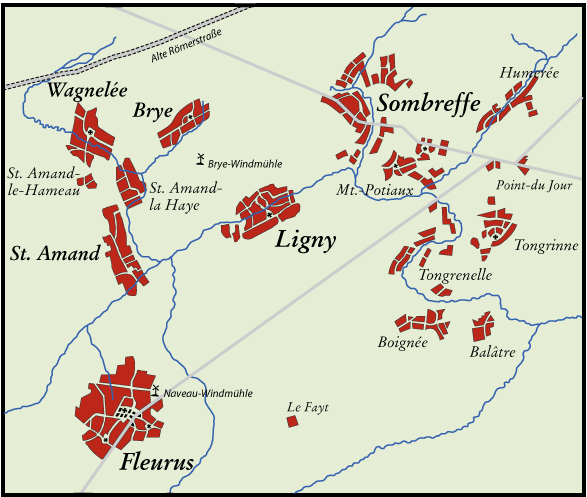
Mappa della battaglia.

Contemporaneamente all'attacco della divisione Lefol su Saint-Armand, il generale Gerard aveva sferrato l'attacco a Ligny con la divisione Pecheux; la cittadina, estesa a nord e a sud del ruscello Ligne, era occupata dalla brigata Henckel che, sostenuta dal fuoco di 24 cannoni e rinforzata 19º reggimento e dal 4º reggimento Landwehr della Westfalia, si difese con grande accanimento. I combattimenti per Ligny furono estremamente combattuti e sanguinosi; i francesi delle brigate Schoeffer e Le Capitaine riuscirono lentamente a conquistare, dopo quattro tentativi, la parte meridionale del villaggio, nonostante i contrattacchi prussiani; l'artiglieria francese del IV corpo, rinforzata dalle batterie della Guardia, intervenne con un fuoco micidiale, molte edifici si incendiarono. I prussiani tuttavia cercarono ancora di contrattaccare all'arma bianca e si accesero a sud del ruscello aspri combattimenti corpo a corpo descritti come "senza quartiere" e animati da odio feroce tra "mortali nemici"; alla fine i francesi presero il sopravvento e respinsero il nemico a nord della Ligne.
I francesi del 30º e 96º reggimento in un primo tempo attraversarono il ruscello e affrontarono nuovi, cruenti combattimenti nel settore settentrionale del villaggio ma i prussiani, rinforzati da nuovi battaglioni della brigata Kraft contrattaccarono: i francesi furono respinti a sud del ruscello; il 30º reggimento perse tutti i suoi ufficiali superiori, il generale Le Capitaine fu ucciso; gli scontri divennero ancor più accaniti all'interno di Ligny in fiamme; i prussiani cercarono a loro volta di passare i ponti sulla Ligne e i combattimenti continuarono con esito alterno. Le perdite nei furibondi scontri a distanza ravvicinata, divennero elevatissime per entrambe le parti; i soldati francesi e prussiani si affrontarono con i fucili a pochi metri di distanza attraverso il ruscello, con le baionette e con i calci dei fucili nel cimitero, nella chiesa, nelle fattorie En-Haut, meridionale, e En-Bas, settentrionale; secondo Georges Blond, furono "combattimenti pieni di odio come non si erano mai visti"
Nel frattempo l'area della battaglia si era progressivamente estesa verso est con l'intervento delle truppe del maresciallo Grouchy: la cavalleria occupò Boignée mentre la divisione Hulot attaccò l'ala sinistra prussiana tra i villaggi di Tongrinelle e Potriaux difese dalla brigata Luck del corpo d'armata del generale Thielmann.

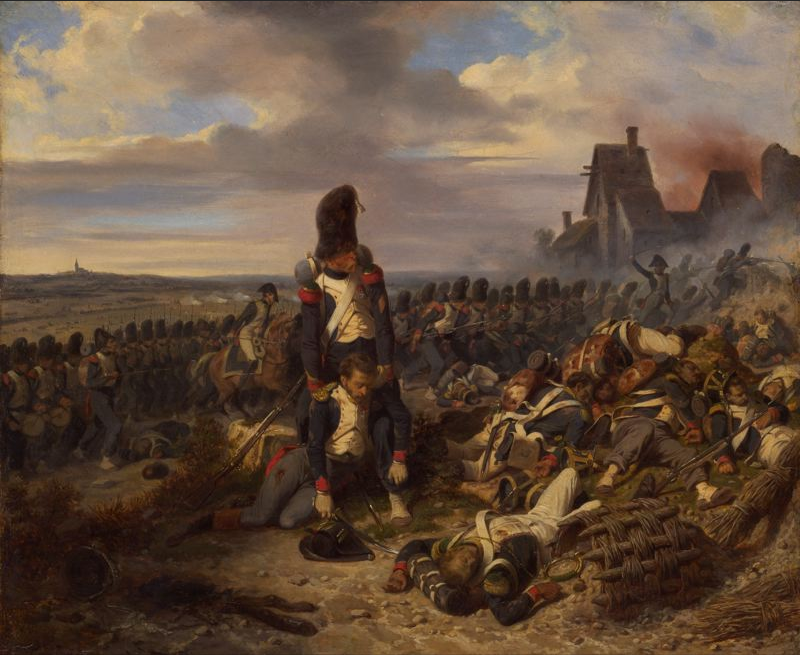
L'attacco finale della Vecchia Guardia a Ligny.

La battaglia fu cruenta e i francesi dovettero lanciare tre attacchi sulla linea dei villaggi occupati dai prussiani prima di averne ragione. Napoleone inviò un messaggio al Maresciallo Ney affinché intervenisse colpendo l'armata di Blücher alle spalle, ma ciò non fu possibile poiché Ney era già impegnato presso il villaggio di Quatre Bras contro le truppe inglesi.
Quattro ore dopo Napoleone stava per far intervenire la sua Guardia a colpire definitivamente i tenaci prussiani quando un falso allarme (movimenti sospetti di truppe nemiche in arrivo, rivelatesi poi in realtà le avanguardie del I Corpo d'armata del generale D'Erlon) fece sospendere l'attacco per circa un'ora, dopo di che la Guardia Imperiale entrò finalmente in azione. L'imperatore concentrò un potente schieramento di artiglieria per fiaccare le posizioni nemiche nell'abitato di Ligny. Vennero raggruppati circa sessanta cannoni delle batterie del IV corpo d'armata e della riserva d'artiglieria della Guardia che colpirono duramente con un fuoco continuo e potente le linee prussiane. Mentre iniziava a piovere intensamente e il fumo delle esplosioni copriva il campo di battaglia, alle ore 19.40 la fanteria della Vecchia Guardia sferrò l'attacco decisivo; le truppe francesi erano particolarmente eccitate e vennero sollecitate dai loro comandanti a "non dare quartiere" al nemico e "non fare prigionieri". I granatieri e i cacciatori della Vecchia Guardia sconvolsero il fronte avversario e, appoggiate anche dai reparti ancora efficienti del IV corpo di Gerard, ebbero rapidamente successo. I prussiani delle divisioni Kraft, Jagow e Langen cedettero le posizioni a Ligny e batterono confusamente in ritirata; i soldati della Vecchia Guardia combatterono con particolare accanimento e non risparmiarono i superstiti; i soldati prussiani sbandati vennero snidati e in buona parte uccisi sommariamente.
Approfittando delle tenebre, dopo aver tentato un ultimo, disperato assalto di cavalleria da lui personalmente e con gran rischio guidata (egli rischiò infatti di essere preso prigioniero dai francesi: il suo cavallo, colpito a morte, lo travolse nella caduta impedendogli poi di svincolarsi. Solo le tenebre e la coraggiosa costanza di un attendente che gli stette vicino mentre la cavalleria francese gli passava sopra, gli consentirono di salvarsi), Blücher diede l'ordine della ritirata che avvenne rapidamente favorita dalle sopraggiunte tenebre, le quali impedirono ai francesi di cogliere appieno i frutti della vittoria con l'inseguimento e l'annientamento del nemico che aveva lasciato sul campo 16000 uomini ed altri 10000 dispersi, oltre a qualche decina di cannoni.